# アルフレート・マイヤー＝ヴァルデック

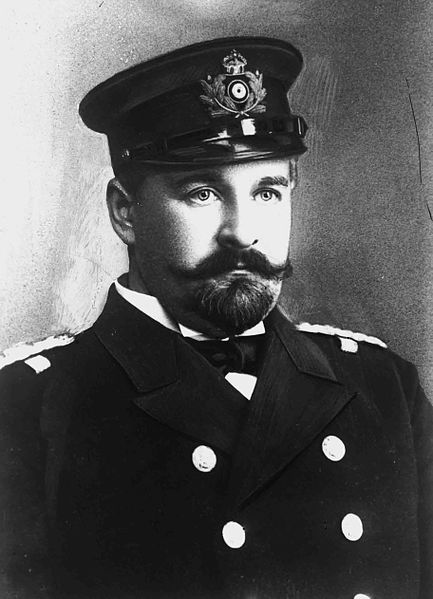
1911年の肖像写真

アルフレート・ヴィルヘルム・モーリッツ・マイヤー＝ヴァルデック（ドイツ語: Alfred Wilhelm Moritz Meyer-Waldeck, 1864年11月27日 – 1928年8月25日）は、ドイツ帝国の海軍軍人。第一次世界大戦当時の青島市総督。

## 経歴
ロシア帝国サンクトペテルブルクに生まれる。大佐当時の1911年8月19日、オスカー・フォン・トルッペルの後任として膠州湾租借地の総督となる。

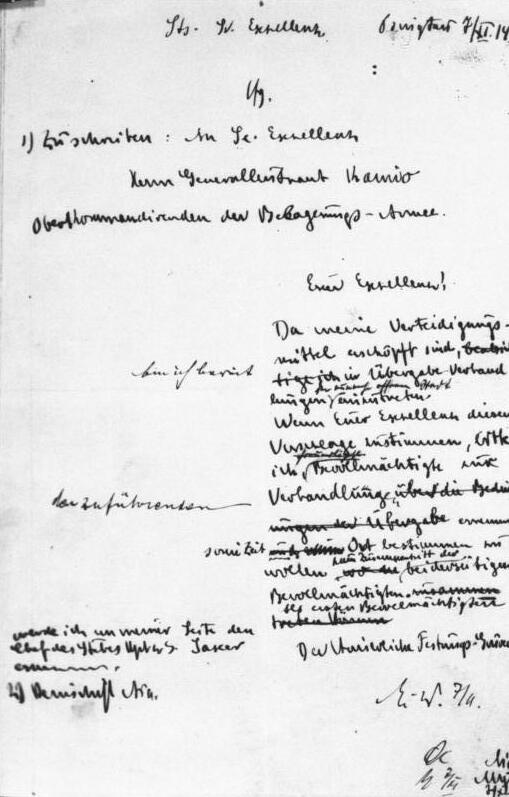
マイヤー＝ヴァルデックによる降伏申し入れの草案文（1914年11月）

1914年8月に第一次世界大戦が勃発し、日本がドイツ帝国に宣戦すると、本国に対し、最後まで義務を守ることを誓う旨を打電した。青島の戦いでは一週間にわたり防戦に努めるが、弾薬が尽きたことを理由に11月7日に日英連合軍に降伏した。これに対して、ドイツ皇帝ヴィルヘルム2世は守備軍の善戦を嘉する勅を発し、マイヤー＝ヴァルデックに1級鉄十字勲章を授与した。日本軍の捕虜となり、福岡俘虜収容所、後に習志野俘虜収容所に収容された。同収容所では、経済的制限を除けばほとんど無制限な行動の自由が与えられた。戦後の1920年、まだ収容所にあったマイヤー＝ヴァルデックは遡及して海軍中将に昇進した。
バイエルン州バート・キッシンゲンで死去した。